# Калишская губерния
Калишская губерния (пол. gubernia kaliska) — губерния Царства Польского и Российской империи (1837—1844, 1867—1917). Губернский город — Калиш. Самая западная губерния Российской империи.

## История
Калишская губерния создана в 1837 году из одноимённого воеводства; затем, в 1844 году губерния была упразднена и её территория (вместе с территориями Мазовецкой губернии) полностью вошла в состав Варшавской губернии. В 1867 году Калишская губерния была восстановлена в новых границах.

## География
Губерния в западной части Царства Польского граничила с губерниями Варшавской и Петроковской, с запада и северо-запада примыкала к Королевству Прусскому.
Площадь губернии составляла 11300 км². Рельеф губернии представляет в общем плоскую низменность, покатую к западу; самая низменная точка этой площади занята г. Калишем. Многочисленные, но незначительные реки губернии впадают в две наиболее значительные: Просну и Варту; водораздел между этими реками неясно выражен, равно как неясно выражена и водораздельная линия между Вартой и Бзурой, уносящей много речной воды из этой губернии в Вислу.
В старину вся площадь, составляющая теперь Калишскую губернию, была покрыта сплошной сетью рыбных озёр и речек, скрывавшихся в безбрежных лесах; хищническое лесоистребление, не прекращавшееся в течение целого столетия, значительно оголило эту площадь, иссушило озера и превратило их в болотистые низины и кочковатые трясины, достигающие нередко значительных размеров, как, например, болота: около Любстова (в Кольском уезде) и Доброй (Турекского уезда). Остатками некогда громадных озёр являются в настоящее время сравнительно небольшие озера: Скульское (в Слупецком уезде), Слезинское, Гославское, Лихенское (в Конинском уезде) и Модзеровское (в Кольском уезде). Все эти озера имеют в настоящее время в среднем не более 80—100 кв. вёрст. каждое.
Три православных церковных прихода; 8 римско-католических деканатов и 220 приходов; 15 евангелических приходов, 1 приход реформатский; 39 еврейских божничных дозоров. В церковном отношении губерния принадлежит к Холмско-Варшавской епархии, в судебном — к Варшавскому округу; в губернии окружный суд, 2 съезда миров. судей, 8 судебно-мировых участков и 47 гминных судов; 8 уездных городов, 5 заштатных городов, 40 посадов и 142 гмины (в том числе посадских 6, смешанных 33 и сельских 103), 2041 селение, 1672 фольварка, 116 выселков, 1970 хуторов; 235 846 жилых строений. Частновладельческих, крестьянских и казённых земель насчитывалось в восьмидесятых годах 80128 дач, в количестве 1 891 851 морг; в среднем приходилось на 1 землевладельца 23 ½ морга; с тех пор дробление владельческих земель постепенно усиливается, и соответственно этому возрастает ценность земли (с 120 до 250 р. за морг; высшие цены — в Серадзском уезде).

## Административное деление
В административном отношении губерния делилась на 8 уездов.
| № | Уезд       | Уездный город       | Площадь, вёрст² | Население (1897), чел. |
| - | ---------- | ------------------- | --------------- | ---------------------- |
| 1 | Велюнский  | Велюн (7850 чел.)   | 1 846,6         | 143 585                |
| 2 | Калишский  | Калиш (24 418 чел.) | 1 257,5         | 123 013                |
| 3 | Кольский   | Коло (9359 чел.)    | 1 116,2         | 95 913                 |
| 4 | Конинский  | Конин (8522 чел.)   | 982,2           | 83 855                 |
| 5 | Ленчицкий  | Ленчицы (8863 чел.) | 1 156,1         | 100 992                |
| 6 | Слупецкий  | Слупцы (3852 чел.)  | 1 046,3         | 82 721                 |
| 7 | Серадзский | Серадз (7005 чел.)  | 1 352,9         | 123 721                |
| 8 | Турекский  | Турек (8118 чел.)   | 1 203,5         | 86 797                 |

## Руководство губернии

### Губернаторы
| Ф. И. О.                       | Титул, чин, звание                                                              | Время замещения должности |
| ------------------------------ | ------------------------------------------------------------------------------- | ------------------------- |
| Щербатов Александр Петрович    | князь, полковник, и. д. (утверждён с произведением в генерал-майоры 21.09.1868) | 01.01.1867—09.12.1869     |
| Мацнев Владимир Николаевич     | генерал-майор                                                                   | 13.12.1869—05.04.1874     |
| Карлович Дионис Гаврилович     | действительный статский советник, камергер                                      | 05.04.1874—28.10.1876     |
| Данилов Константин Дмитриевич  | действительный статский советник                                                | 12.11.1876—28.12.1876     |
| Набоков Михаил Николаевич      | действительный статский советник                                                | 07.01.1877—12.01.1879     |
| Шабельский Пётр Иванович       |                                                                                 | 12.01.1879—21.01.1883     |
| Дараган Михаил Петрович        | действительный статский советник (тайный советник), шталмейстер                 | 21.01.1883—10.12.1902     |
| Новосильцев Николай Иванович   | действительный статский советник (тайный советник)                              | 10.12.1902—28.01.1913     |
| Рафальский Трифилий Лукич      | действительный статский советник                                                | 28.01.1913—1914           |
| Толмачев Николай Александрович | статский советник                                                               | 1915—1917                 |

### Вице-губернаторы
| Ф. И. О.                      | Титул, чин, звание                      | Время замещения должности |
| ----------------------------- | --------------------------------------- | ------------------------- |
| Рыбников Павел Николаевич     | коллежский советник                     | 19.12.1866—26.11.1885     |
| Евреинов Дмитрий Павлович     | статский советник                       | 23.01.1886—20.01.1892     |
| Брежинский Ананий Иванович    | действительный статский советник        | 12.03.1892—26.08.1897     |
| Стремоухов Пётр Петрович      | надворный советник                      | 08.09.1897—16.10.1904     |
| Пильц Александр Иванович      | надворный советник                      | 16.10.1904—12.01.1907     |
| Лигин Валериан Валерианович   | коллежский советник (статский советник) | 12.01.1907—1914           |
| Родзянко Алексей Валерианович | статский советник                       | 1914—1917                 |

## Сельское хозяйство
Крестьянское землевладение преобладает в уездах Ленчицком, Слупецком и Серадзском, колонистское — в Конинском уезде Пашни 1 160 495 морг, лесов 328 692, садов 16 781, огородов 23 738, лугов и пастбищ 235 226, под поселениями 17 759 морг и более 100 тыс. морг. неудобной земли. Из общего количества лесов 1000 влок (влока — около 30 моргов, или 15 дес.) казённых, составляющих 4 лесничества. Лошадей 55 968 гол., крупного рогатого скота 106 554, овец 1 103 954, в том числе тонкорунных до 600 тыс. голов.
До 40 образцовых имений с искусственным орошением или осушением почвы, травосеянием и др. сельскохозяйственными улучшениями. Огородничество развито слабо; им занимаются крупные землевладельцы, а крестьяне — лишь подгородные. Садоводство развито только в больших имениях и у немецких колонистов.
Главное занятие населения — хлебопашество, но большинство сельского населения занимается, кроме того, разными промыслами и торговлей; в восточных уездах преобладают разные кустарные промыслы, а в западных, приграничных — торговля лесом, гусями и свиньями.
В уездах Конинском, Кольском и Ленчицком добывание торфа является большим подспорьем в крестьянском хозяйстве; ввиду отсутствия жел. дорог здесь ещё процветает извозный промысел; в Ленчицком уезде весьма распространено кустарное производство полотна, которым занимается преимущественно женское население, а также изделий из шерсти, находящих сбыт на сельских ярмарках.

## Промышленность
В 1893 году в губернии было до 2000 фабрик, заводов и кустарно-ремесленных заведений, с 15 тыс. рабочих и с общим оборотом около 20 млн руб. Более крупных фабрик и заводов, с оборотом свыше 2000 руб. — 118, в том числе: бумагопрядильных 8, бумаготкацких 21, шерстепрядильных 6, шерстяных 2, пенько-прядильных 1, ленточных 2, суконных 13, фарфорово-фаянсовых 4, стеклянных 7, цементных 1, костеобжигательных 1, чугунолитейных 2, мыловаренных 9, свечносальных 1, кожевенных 2, машиностроительных 5, винокуренных 6, уксусных 2, сахарорафинадных 4, табачных 3, мукомольных (паровые мельницы) 9, пивомедоваренных 9; на всех этих фабриках и заводах работает около 12 тыс. чел. и производится на 15 млн руб. ежегодно. Из городов наиболее развита фабричная деятельность в Коло (17 фабр. и зав.), Конине (15 фабрик и заводов), Калише (12) и Туреке (9); города Велюнь, Ленчица и Слупцы фабрик почти совсем не имеют. Из уездов особенно богаты фабриками Ленчицкий (28) и Серадзский (21); в Калишском уезде их 4, в Кольском одна, а остальные уезды фабрик и заводов вовсе не имеют.
В Калишской губернии, как пограничной, имеются таможни, заставы и пограничные переходные пункты:
- 1) в Веленском уезде — верушовская первоклассная таможня, пражская второклассная и два переходн. пункта: болеславецкий и гольский;
- 2) в Калишском уезде щипиорнская первоклассная таможня и две таможен. заставы: гродзиская и подграбовская;
- 3) в Слупецком уезде — слупецкая третьеклассная таможня, пейзернская третьеклассная и 3 переходн. пункта: скульский, вильчинский и челноховский. Три бригады пограничной стражи.

## Население
К 1 января 1894 года в Калишской губернии было 881 060 жителей, в том числе 427 652 мужчины и 453 408 женщин. Непостоянного населения насчитывалось 66 635, а иностранцев — 8610 человек. Из общего числа жителей 108 435 обитало в городах, 80 911 — в посадах и 691 714 — в селах. Православных было 1965, католиков — 723 622, протестантов — 77 794, евреев — 77 665, прочих нехристиан — 14; на 1 кв. версту приходилось 88,1 жителей (в 1890 году плотность населения не превышала 82,4 жителей на 1 кв. версту).
Ещё в 1880 году из 2296 человек, подлежавших воинской повинности, 2005 (или 87,3 %) не умели ни читать, ни писать; в настоящее время дело народного образования несколько улучшилось. На 2820 жителей приходится одно учебное заведение, а 1 обучающийся — на 34 жителя. Кроме средних учебных заведений, сосредоточенных в губернском городе Калиш, в Калишской губернии двуклассных начальных училищ — 19, одноклассных — 33, гминных — 61 и сельских — 196, итого — 309. Герб Калишской губернии — серебряный агнец с червлеными глазами и языком, идущий в лазоревом щите и сопровождаемый 2 золотыми колосьями.
По переписи 1897 году в Калишской губернии было 840 597 жителей (414 488 мужчин и 426 109 женщин), из них в городах — 115 992.
Главная масса населения состоит из поляков (705 400), затем по численности: евреи (64 193), немцы (61 482), русские (8919) и другие национальности (603 чел.). Крестьян в Калишской губернии 676 667, мещан — 144 577, дворян и чиновников — 8684, иностранцев — 8856, лиц других сословий — 1813.
Национальный состав в 1897 году:
| Уезд             | поляки | евреи  | немцы  | русские |
| ---------------- | ------ | ------ | ------ | ------- |
| Губерния в целом | 83,9 % | 7,6 %  | 7,3 %  | 1,0 %   |
| Велюнский        | 89,7 % | 7,8 %  | …      | 1,1 %   |
| Калишский        | 85,3 % | 4,1 %  | 7,8 %  | 2,2 %   |
| Кольский         | 80,8 % | 9,1 %  | 9,7 %  | …       |
| Конинский        | 83,5 % | 5,2 %  | 10,2 % | …       |
| Ленчицкий        | 80,2 % | 12,8 % | 6,2 %  | …       |
| Слупецкий        | 81,2 % | 3,6 %  | 13,9 % | 1,0 %   |
| Серадзский       | 80,4 % | 11,4 % | 7,8 %  | …       |
| Турекский        | 88,1 % | 5,6 %  | 6,2 %  | …       |

## Источник
- Калишская губерния // Энциклопедический словарь Брокгауза и Ефрона : в 86 т. (82 т. и 4 доп.). — СПб., 1890—1907.
- Калишская губерния : [арх. 8 июля 2022] // Исландия — Канцеляризмы. — М. : Большая российская энциклопедия, 2008. — С. 524. — (Большая российская энциклопедия : [в 35 т.] / гл. ред. Ю. С. Осипов ; 2004—2017, т. 12). — ISBN 978-5-85270-343-9.